# Jólnir
A Jólnir az 1966-ban izlandi Surtsey szigetétől délnyugatra az Atlanti-óceánban létrejött kis vulkanikus sziget volt, mely fejlődése során mintegy 70 méteres tengerszint feletti magasságot ért el, de még a keletkezésének évében a vulkáni tevékenység abbamaradása, illetve áthelyeződése miatt az anyagutánpótlása megszűnt, és emiatt a tenger abráziós hatása következtében a tenger szintje alá erodálódott. A felszínforma 1966 őszére – hasonlóan Surtsey ellentétes, keleti oldalán korábban ideiglenesen létrejött Syrtlingurhoz – szigetként megszűnt.

## Elnevezése
Az ideiglenes sziget neve az északi mitológiai istenség, Odin második nevéből származik.

## A sziget rövid fennállása
A sziget a víz színe fölé először 1965. december 28-án emelkedett. A szigetet a hullámverés először 1966. január 6-án mosta el, majd újra elkezdett felépülni. A tefra bázisosabbá vált, a vulkáni test 1966. augusztus 10-ig épült, mintegy 70 méter (210 láb) magasságig, amikor a kitörés megszűnt. Az anyagutánpótlás megszűntével az abrázió fokozatosan lepusztította a felszínét, 1966 szeptember végére gyakorlatilag a tengerszint feletti részt a hullámzás elmosta.

## Földtudományi jelentősége
Az izlandi vulkanizmus geodinamikai szempontból önmagában is különleges, ugyanis a felszínen csak itt figyelhető meg konstruktív lemezhatár, ahol a lemezek szétsodródása következtében új kéreganyag keletkezik. (Ez egyébként a közép-óceáni hátságok mentén, tipikusan az óceánfenéken történik.) Izland szigetétől dél-délnyugatra helyezkedik el a Vestmannaeyjar, a hátság tengelyébe eső, apró, különböző korú, de földtani értelemben fiatal szigetekből álló szigetcsoport. A terület legfiatalabb, a Surtsey volt az első olyan keletkező vulkanikus sziget, amelyet a keletkezésének első pillanatától (egészen a mai napig) modern tudományos módszerekkel vizsgáltak. Jólnir keletkezésekor kérdéses volt, hogy az újabb kitörési központ Surtseyhez hasonló lesz-e, azaz stabilizálódik szigetként mint Vestmannaeyjar új tagja, vagy követi-e korábbi sorstársát, a Syrtlingurt. A viszonylag nagy tengerszint feletti magassága (70 méter maximumban) és viszonylag érdemi, néhány száz méteres kiterjedése ellenére, a laza vulkáni anyag jó erodálhatósága és az erős hullámtevékenység miatt a külső erők az ideiglenes sziget anyagát gyorsan szétterítették, elmosták. A kialakult ideiglenes szigetek fejlődésének megfigyelésével a kutatók fontos adatokat kaptak a vulkáni képződmények lepusztulási folyamatait illetően.

## Külső hivatkozások
Légifelvételek a Jólnirról 1966-ban, még kitörés közben, július 15-én, illetve a kitörés befejezésekor, augusztus 19-én. Hozzáférés: 2014. november 7.
A The Electronic Volcano weblap leírása Archiválva 2020. február 23-i dátummal a Wayback Machine-ben a Jólnirral kapcsolatos eseményekről. Hozzáférés: 2014. november 7.